# رالف تايلور
رالف تايلور هو لاعب هوكي الجليد كندي، ولد في 2 أكتوبر 1905 في تورونتو في كندا، وتوفي في 3 يوليو 1976.

## وصلات خارجية
- رالف تايلور على موقع دوري الهوكي الوطني (الإنجليزية)
- رالف تايلور على موقع EliteProspects.com (الإنجليزية)
- رالف تايلور على موقع HockeyDB.com (الإنجليزية)
- رالف تايلور على موقع Hockey-Reference.com (الإنجليزية)